# Deutsche Postgeschichte

Postreiter, wie sie vor über 500 Jahren unterwegs waren.

## Beginn der staatlichen Landesposten
Bis zum späten Mittelalter gab es keine öffentliche Post in Deutschland. Kaiser, Klerus und Reichsfürsten benutzten Boten und Reiter, die mit schriftlichen Nachrichten direkt zu den Zielorten geschickt wurden. Kaufmannschaft und Zünfte in den Städten beförderten ihre Briefe durch ortseigene Botenanstalten.
Maximilian I. führte 1490 im Heiligen Römischen Reich mit den Poststationen, an denen die Reiter ihre Pferde und/oder Nachrichten austauschten, ein neues System der Nachrichtenübermittlung ein. Beim Transport von „Postfelleisen“ wartete ein Reiter mit Pferd in einer Station (meistens in einer Herberge) und übernahm wie in einer Staffel das Felleisen. Da die Wechselstationen außerhalb der Stadtmauern lagen, konnten die Briefe bei Tag und Nacht befördert werden. Maximilian nutzte dieses teure System meist nur, wenn eilige Briefe in großen Mengen anfielen, beispielsweise anlässlich von Reichstagen.
Wegen des Postvertrages zwischen Philipp dem Schönen und Franz von Taxis im Jahre 1505 wurde diesem lange die Gründung des ersten neuzeitlichen Postunternehmens zugeschrieben. Allerdings war diese Post anfangs eine dynastische Post, die nicht der Allgemeinheit zugänglich war. So verbot Karl V. im Postvertrag des Jahres 1517 ausdrücklich, die Stafetten anders als für königliche Zwecke in Bewegung zu setzen. Erst um 1530 wurde die Post der Allgemeinheit zugänglich. Der Hauptpostkurs im Heiligen Römischen Reich war zunächst die Niederländische Postroute.
In der zweiten Hälfte des 16. Jahrhunderts errichteten auch andere deutsche Fürsten eigene Nachrichtenstafetten. Diese dienten zunächst nur der fürstlichen Post und nicht der Öffentlichkeit.
Im 16. Jahrhundert bildete sich längs der Handelsstraßen ein Netz von städtischen Botenanstalten im Deutschen Reich. Die Hauptorte Augsburg, Nürnberg, Frankfurt, Köln, Leipzig und Hamburg waren durch Botenkurse verbunden. Ein Brief von Köln nach Hamburg wurde zuerst von einem Kölner Boten nach Frankfurt, von einem Frankfurter Boten nach Nürnberg und dann von einem Nürnberger Boten nach Hamburg befördert. Eine weitere wichtige Fernverbindung bestand von Brüssel über Augsburg und Innsbruck nach Rom.
Die ersten Landespostanstalten gab es ab 1564 in Tirol (Innsbruck), Innerösterreich (Graz) und Niederösterreich (Wien). Sie dienten den Erzherzögen zur Nachrichtenübermittlung. Die Herzöge von Braunschweig-Lüneburg, Franz-Otto und Heinrich der Jüngere richteten 1569 erstmals eigene Landesposten ein. Die Braunschweigische Landespost geriet rasch in Streit mit Taxis und dem Kaiser über die Aufgabenteilung zwischen den Posten. Der Magistrat zu Nürnberg übernahm im gleichen Jahr das Botenfuhrwesen Nürnberg–Hamburg. Die Kurfürsten verfassten auf dem Reichstag zu Speyer ein Rechtsgutachten. Kaiser Maximilian II. (1527–1576) wurde darin ersucht, das Postwesen „beim Reich zu behalten“, also von der Krone Spanien unabhängig zu machen. Bis dahin hatte Spanien einen Teil der Kosten der taxisschen Post getragen.
1563 verordnet Kurfürst August von Sachsen (1526–1586) die Abschaffung der so genannten „Lehnklepper“ und die Einrichtung einer sächsischen Hofpost durch fest angestellte „uniformierte Postbereiter“ mit regelmäßigen Postritten auf bestimmten Strecken neben dem städtischen Botenwesen. 1574 wurde einer dieser reitenden Boten, Salomon Felgenhauer, zum Postmeister von Dresden ernannt und damit zum Leiter der Hofpost.
Zwei Jahre später (1576) ließ der Herzog Julius von Braunschweig eine Post von Wolfenbüttel nach Leipzig anlegen. In den Niederlanden wurde 1577 der spanische Statthalter abgesetzt. Generalpostmeister Leonhard I. von Taxis verlor seinen Besitz und musste außer Landes gehen. Das Postwesen verfiel. 1580 erhielt der Postmeister Jacob Henot in Köln auf Antrag das Recht, das kaiserliche Postwesen neu aufzubauen. Er wurde zum kaiserlichen Postverwalter ernannt. Sein Plan scheiterte an Geldmangel.
1593 nahmen die Taxis im Auftrage des Königs von Spanien den Postdienst von den Niederlanden nach Spanien wieder auf. Verhandlungen über die Wiederherstellung der deutschen Linien wurden aufgenommen. Am 16. Juni 1595 ernannte Rudolf II., nach Begleichung alter Schulden, Leonhard I. von Taxis zum General-Ober-Postmeister für das Deutsche Reich. Am 15. September 1596 wurde die Ernennung Leonhards von Taxis den Kurfürsten und Ständen bekanntgegeben.

## Postregal 1597

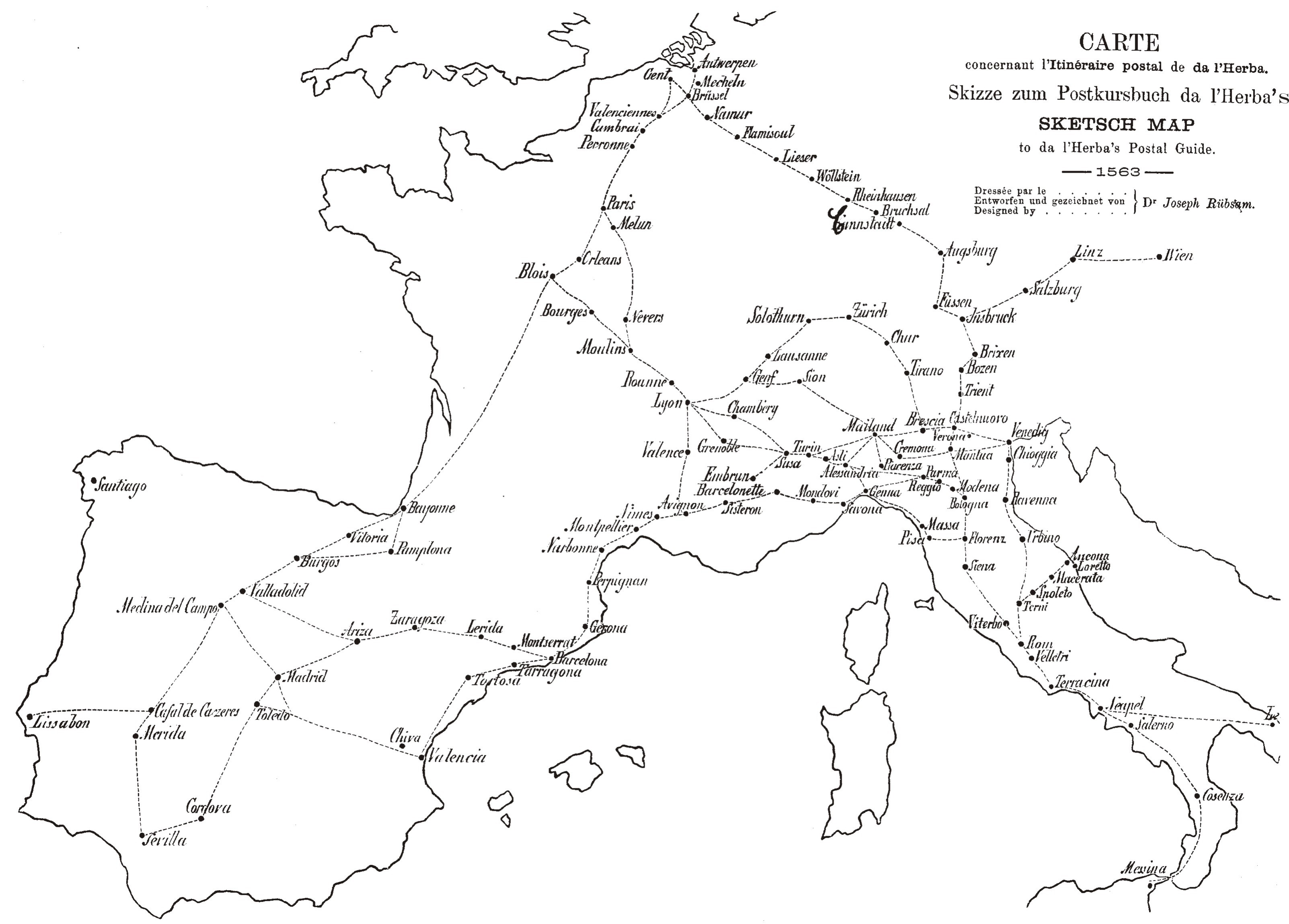
Postkurse 1563

Rudolf II. erklärte das Postwesen 1597 zum kaiserlichen Hoheitsrecht. Das so genannte Postregal beinhaltet das Alleinrecht des Staates, Posteinrichtungen zu gründen und zu betreiben. Dieses Monopol erhielt das Haus Taxis als kaiserliches Lehen. Durch die Strukturierung der Postkurse mit Reiter- und Pferdewechsel konnten Sendungen schneller als durch Boten befördert werden. Nach und nach entstand ein Netz von Postkursen, die miteinander durch Anschlüsse verbunden waren. Die Landesfürsten waren in ihren Gebieten Mitbewerber auf diesem Markt. Streitigkeiten waren an der Tagesordnung, die durch Verträge untereinander beseitigt werden mussten. Die Taxis waren gezwungen, auch weniger lukrative Kurse einzurichten, um das Netz zu schließen. Gleichzeitig verbot der Postzwang der Bevölkerung, gewisse Dinge anders als durch die Post befördern zu lassen. Es folgte ein langes Hin und Her, da die Kurfürsten das Postregal nicht anerkannten.

## Dreißigjähriger Krieg
Im Dreißigjährigen Krieg (1618–1648) war die Post von außerordentlicher Wichtigkeit. Lamoral von Taxis, der am 16. Januar 1608 zum Reichsfreiherren ernannt worden war, wurde 1624 in den erblichen Grafenstand erhoben, starb aber kurz darauf. Im gleichen Jahr (1624) erschien die erste dänische Postordnung, die auch für Schleswig und Holstein Gültigkeit hatte. Die Oberleitung lag in den Händen von vier Kaufleuten mit dem Titel Postverwalter. Das dänische Postwesen wurde 1640 verstaatlicht. 1631 besetzten die Schweden Sachsen und übernahmen dessen Postwesen. 1636 forderte Kaiser Ferdinand III. (1608–1657) auf dem Reichstag zu Regensburg ein Gutachten über die Beibehaltung der Kaufmanns- und Metzgerposten. Das Gutachten kam zu dem Ergebnis, dass sich ständische und städtische Posten nicht überall verbieten ließen. Dennoch wurden am 12. August 1637 die Nebenposten für das ganze Reich verboten. Der Fuhrunternehmer Rötger Hinüber in Hildesheim legte mit Genehmigung der Höfe in Braunschweig, Hannover und Kassel eine Postverbindung zwischen Hamburg, Bremen, Hannover, Braunschweig und Kassel an und wurde 1641 zum herzoglich braunschweig-lüneburgischen Postmeister in Hildesheim ernannt. 1644 wurde eine Landespost Mecklenburg-Schwerin mit der Linie Schwerin–Rostock gegründet. 1645 wurde der taxisschen Reitpost auf dem Postkurs von Frankfurt (Main), Kassel, Braunschweig, Lüneburg nach Hamburg der Durchgang durch braunschweigisches Gebiet gestattet.

## Nach dem Westfälischen Frieden 1648
Mit dem Westfälischen Frieden (1648) erhielten die Landesfürsten für ihre Gebiete volle Souveränität. Über das Posthoheitsrecht wurde keine Entscheidung getroffen. 1648 befahl Kurfürst Friedrich Wilhelm von Brandenburg die Einrichtung einer brandenburgischen Landespost und begann mit einer Hauptlinie Memel–Berlin–Kleve, dann Abzweigungen nach Amsterdam, Hamburg, Stettin, Leipzig, Breslau und Warschau. Der brandenburgische Staatsrat nahm das Postwesen in unmittelbaren Staatsbetrieb. Nach dem Abzug der Schweden aus Sachsen wurde Christoph Mühlbach kurfürstlicher Ober-Postmeister.
Am 8. Juli 1658, mit der Wahl Kaiser Leopolds I. (1640–1705) wurden die Rechte der Familie Taxis, die sich seit 1650 Thurn und Taxis nannten, auf den Posten des Generalpostmeisters im Heiligen Römischen Reich bestätigt. In einem Zusatzprotokoll wurde festgelegt, dass das Postregal der Landesfürsten dadurch nicht berührt werden solle. Der Kaiser versuchte dennoch, die Landesfürsten zu veranlassen, die Landespost zugunsten der kaiserlichen Reichspost aufzugeben. Am 25. Mai 1660 verbot ein kaiserliches Patent alle Landesposten und drohte bei Zuwiderhandlung eine Strafe von 100 Mark lötigen Goldes an. Den Kurfürsten von Brandenburg bat der Kaiser, mit seiner Weigerung, wenigstens die anderen Fürsten nicht darin zu bestärken. Brandenburg versicherte sich der Unterstützung durch Schweden, Braunschweig und Hessen, indem sie sich gegenseitig beim Ausbau ihrer Landesposten und Widerstand gegen die Reichspost zusagten. 1665 wurde in Münster eine bischöflich Münstersche Fahrpost eingerichtet. 1669 erneuerte der Württembergische Herzog Eberhard III. (1614–1674) die von seinem Vater gegebene Post- und Metzgerordnung von 1622.
Der Drost Stechinelli legte auf Veranlassung des Herzogs von Braunschweig-Lüneburg 1678 Posteinrichtungen nach taxisschem Muster an und erhielt das Generalpostmeisteramt für die gesamten braunschweigischen Lande als Lehen. Stechinelli verkaufte es an den Grafen Platen-Hallermund, der im gleichen Jahr das Generalpostmeisteramt für das Hochstift Osnabrück erhielt, 1683 auch die General-Postverwaltung der schwedischen Länder, des Herzogtums Bremen und das Fürstentum Verden. 1693 wurde das braunschweigische Fürstentum Calenberg mit der Hauptstadt Hannover zum Kurfürstentum Hannover.

Braunschweigische Postordnung von 1682

1681 wurde das Postwesen in Sachsen zum kurfürstlichen Oberhoheitsrecht erklärt. Am 24. Februar 1693 wurde das Ober-Postamt in Leipzig zur obersten Postbehörde der Kurfürstentums bestimmt, und im Mai erschien eine Tax- und Postordnung für Sachsen. Ein besonderes Postdepartement unterstand dem kurfürstlichen Kammerkollegium. Kurfürst Friedrich August von Sachsen (1670–1733) übertrug am 12. Oktober 1697 das kursächsische Postwesen mit allen Einkünften und dem Titel General-Erb-Postmeister dem Generalmajor Jacob Heinrich von Flemming als erbliches Lehen. Kaiser Leopold I. bestätigte 1698 die Reichspostordnung, was Sachsen nicht daran hinderte, eine fahrende Post von Leipzig nach Lenzen mit Anschluss an die brandenburgische Post Berlin–Hamburg zu etablieren.
Zwischen 1691 und 1701 gab es in Bayern eine eigene Landespost. Kurfürst Max Emanuel von Bayern (1662–1726) bestellte 1691 einen eigenen Erb-General-Postmeister, ließ fünf Landespostkurse und 1697 eine Fahrpost von München nach Brüssel (der Kurfürst war gleichzeitig Statthalter der Niederlande) einrichten. Sein Postpersonal wurde in München auf den Kurfürsten vereidigt. Dann kam der spanische Erbfolgekrieg, und die Landesposten gingen ein. 1706 wurden die Privilegien des Fürsten von Thurn und Taxis erneuert.
In Brandenburg wurden 1694 Reit- und Fahrposten zwischen Leipzig und Breslau und eine fahrende Post zwischen Danzig und Königsberg eingerichtet, die ab dem 1. Februar 1697 ganz in brandenburgischen Besitz gelangten.
Eugen Alexander von Thurn und Taxis wurde am 4. Oktober 1695 als kaiserlicher Generalerbpostmeister im Heiligen Römischen Reich in den erblichen Fürstenstand erhoben.
Im Jahre 1699 wurde eine fahrende Post zwischen Eger (Cheb) und Regensburg eingerichtet. Das Postnetz verdichtete sich immer mehr.

## 1700

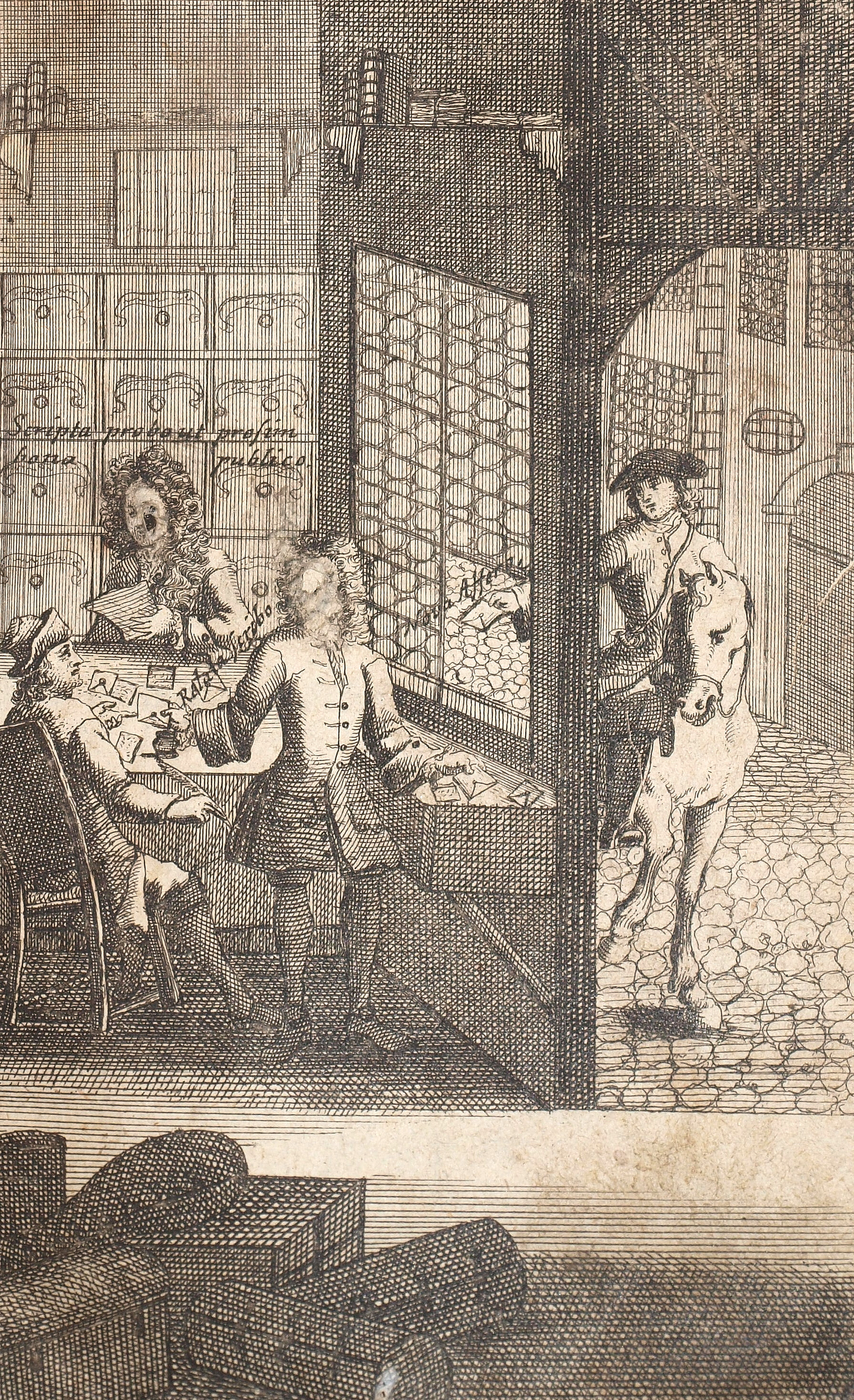
Kupferstich Frontispiz aus MELISSANTES, GEOGRAPHIA NOVISSIMA, Teil 2, Frankfurt, Leipzig [und Erfurt] 1713 mit Darstellung einer Poststation und ankommender reitender Post um 1708

Kurfürst Friedrich III. von Brandenburg (1657–1713, ab 1701 als Friedrich I. König in Preußen) belehnte den Staatsminister Johann Kasimir Kolbe von Wartenberg mit dem neu geschaffenen Erb-General-Postmeisteramt. Auf Veranlassung des Kronprinzen und späteren „Soldatenkönigs“ Friedrich Wilhelm I. (1688–1740) wurde von Wartenberg 1711 gestürzt, das Erb-General-Postmeisteramt abgeschafft und Ernst Bogislav von Kameke General-Postdirektor. Am 10. August 1712 wurde eine preußische Postordnung erlassen, 1715 ein Edikt über den Postzwang.
In Sachsen trat General von Flemming die Erbbelehnung mit dem Generalpostmeisteramt an seinen Bruder Joachim Friedrich von Flemming ab und verkaufte das sächsische Postwesen für 150.000 Taler wieder an den Kurfürsten. Ein gutes Geschäft, denn der Kurfürst verkauft es 1705 für 200.000 Taler an den Ober-Postmeister Johann Jakob Kees in Leipzig, Nachfolger wurde dessen Sohn Johann Kees der Jüngere. 1707 legte er eine fahrende Post von Leipzig über Kassel nach Köln an. 1712 wurde eine Fahrpost von Dresden über Baruth nach Berlin angelegt. Das Postwesen kam unter die Verwaltung des landesherrlichen Kammerkollegiums. Kees erhielt 150.000 Taler und den Titel Hofrat. Erster Leiter der sächsischen Post wurde Ober-Postkommissär Leonardi. Er erließ am 27. Juli 1713 eine sächsische Postordnung. 1722 wurden in Sachsen steinerne Wegesäulen mit Entfernungsangaben an den Poststraßen aufgestellt, die kursächsischen Postmeilensäulen. Gleichzeitig wurden verstärkt Postroutenkarten gedruckt und das Thema Post spielte in der Literatur eine zunehmende Rolle.
Der Geograph Johann Gottfried Gregorii hinterließ z. B. in seinen frühen Geographielehrbüchern nicht nur die Abbildung einer frühneuzeitlichen Poststation mit ankommender reitender Post (um 1708), sondern empfahl 1713 in einem theoretischen Grundlagenwerk der Kartographie die allgemeine Verwendung des Posthorns als Kartensymbol, beschrieb 1723 in seinem ATLAS PORTATILIS GERMANICUS kurz das deutsche Postwesen und ließ für dasselbe Werk zwei kleine Postroutenkarten vom Nürnberger Kupferstecher Johann Christoph Weigel nach Adam Friedrich Zürner stechen.

Zur Hannoverschen Postordnung von 1733

1705 wurde das braunschweigische Fürstentum Lüneburg mit dem Kurfürstentum Hannover vereinigt. 1714 wurde Kurfürst Georg von Hannover König von England. 1718 wurde die braunschweigische Küchenpost von Braunschweig über Merseburg nach Leipzig eingerichtet. 1736 kaufte die hannoversche Regierung das Postlehen vom Grafen Platen für 450.000 Taler zurück und verstaatlichte die Postverwaltung, es wurde ein General-Postdirektorium unter der Oberleitung des Geheimen Rats-Kollegiums eingerichtet. 1738 erhob Herzog Karl von Braunschweig Anspruch auf die Posteinkünfte und verstaatlichte das Postwesen nach Abfindung des Grafen Platen. Das Braunschweiger Postwesen wurde vom Hannoverschen getrennt, aber nach dessen Muster verwaltet. Ab 1744 wurden im Herzogtum Braunschweig für jedes Dorf Postexpeditionen eingerichtet. Durch Botengänge zu den umliegenden Postanstalten sollte die Landpostversorgung erreicht werden. Hannover gestattete 1748 die Einrichtung taxisscher Posten.
Kurfürst Johann Wilhelm von der Pfalz (1658–1716) ließ 1705 eine Fahrpost von Mülheim (Rhein) nach Heidelberg anlegen. 1724 versuchte Kurfürst Karl Philipp (1661–1742) ein eigenes Landpostwesen nach brandenburgisch-preußischem Muster einzurichten. In einer Konvention wurde 1730 das kurpfälzische Postwesen unter besonderen Bedingungen an die Thurn und Taxis übertragen. 1743 kam es zu einer erneuten Postkonvention zwischen der Kurpfalz und den Thurn und Taxis.
In Württemberg legte Eberhard Ludwig von Württemberg (1676–1733) im Jahr 1708 eigene Landesposten an, die aber 1710 wieder eingestellt wurden.
1719 kam es zu einer Vereinbarung zwischen Thurn und Taxis und Hessen-Kassel, in der der Fürst die hessischen Landespost anerkannte. 1724 wurde das fürstlich hessische Postreglement nebst der Taxa veröffentlicht. In Hessen-Kassel wurde das Postwesen 1731 wieder verstaatlicht und dem Oberpostmeister Renner unterstellt.
1722 starb Generalpostmeister Eugen Alexander von Thurn und Taxis, sein Nachfolger wurde sein Sohn Anselm Franz von Thurn und Taxis. 1727 überließ Bremen sein Postwesen den Thurn und Taxis. 1702 verlegten die Thurn und Taxis die Zentralverwaltung von Brüssel nach Frankfurt am Main. Nach dem Tode von Anselm Franz Friedrich von Thurn und Taxis im Jahr 1739 wurde sein Sohn Alexander Ferdinand von Thurn und Taxis Generalpostmeister. 1744 wurde ihm von Kaiser Karl VII. (1697–1745) das Reichspost-Lehen als wirkliches Reichs-Thronlehen verliehen. In einem Postvertrag vom 25. Juni 1748 gestattete Hannover die Einrichtung taxisscher Posten im Lande. 1749 ging die Frankfurter Stadtpost in taxisschen Besitz über.
1722 wurde, unter Kaiser Karl VI. das Postwesen in Österreich verstaatlicht. Generalpostmeister von Paar erhielt eine Jahresentschädigung von 66.000 Gulden. Es wurde eine Einheitsbriefgebühr ohne Unterschied der Entfernung eingeführt, die im Inland 8 Kreuzer, je zur Hälfte vom Absender und Empfänger zu tragen, ins Ausland 6 Kreuzer betrug.

## 1750

Posthausschild der kaiserlichen Reichspost Thurn und Taxis 1770

Thurn und Taxis kaufte 1751 die Kölner Stadtpost. 1754 wurde Fürst Alexander von Thurn und Taxis in das reichsfürstliche Kollegium eingeführt, sein Sohn Karl Anselm von Thurn und Taxis trat 1773 seine Nachfolge an. Er schloss am 13. November 1775 mit Württemberg einen Vertrag über das Landkutschen-Fuhrwesen. Am 14. April 1783 wurde eine taxissche Fahrpost-Dienstinstruktion erlassen. Im August 1784 wurde mit Bayern ein Vertrag geschlossen, der das Postwesen in der bayerischen Pfalz nach dem Vorbild der früher mit der Kurpfalz abgeschlossenen Übereinkunft von 1743 regelte. Im Juni 1790 wurden sämtliche Postämter der kaiserlichen Reichspost im Kurfürstentum Hannover aufgehoben, wie auch in Braunschweig. 1793 gingen die Thurn und Taxischen Posten auf dem linken Rheinufer an Frankreich verloren.
Preußen errichtete 1754 die erste Journalieren (Schnellposten) zwischen Berlin und Potsdam durch den Generalpostmeister Grafen von Gotter (im Amt 1753–1762). Da die Wege in einem desolaten Zustand waren, erließ Friedrich der Große am 24. Juni 1764 ein Wegreglement. Am 26. November 1782 wurde eine neue Postordnung für Preußen erlassen. Infolge eines Edikts König Friedrich Wilhelms II. von Preußen entstand die erste Chaussee in Preußen zwischen Berlin und Potsdam.
Hannover veröffentlichte am 4. September 1755 eine Postordnung für das Kurfürstentum Hannover. Im Juni 1790 wurden sämtliche Postämter der kaiserlichen Reichspost im Kurfürstentum Hannover und Braunschweig aufgehoben.
Mecklenburg-Schwerin verfügte 1755 den Postzwang und erließ 1759 ein neues Postreglement, 1770 eine mecklenburgische Postordnung.
In Wien wurde 1759 eine private Stadtpost eingerichtet, die 1785 ein Zweig der Staatspost wurde. In Österreich wurde im gleichen Jahr der Postzwang für Pakete auf 10 Pfund beschränkt.
Hessen-Kassel verpachtete 1763 sein Postwesen an den Geheimen Kriegsrat Uckermann (für 10.000 Taler, später auf 12.000 Taler erhöht). 1770 wurde das Postwesen wieder in Staatsbetrieb betrieben.
Dem Zeitungspächter in Kursachsen wurde unter Erhöhung der Pachtsumme der Vertrieb sämtlicher in- und ausländischen Zeitungen im Kurfürstentum überlassen und Zeitungsvertrieb durch Private oder durch Postbeamte verboten. Dies war das erste Zeitungsvertriebsmonopol.
Braunschweig zog 1768 ebenfalls den Zeitungsvertrieb zusammen, eine Verordnung vom 23. November 1767 verfügte die Einrichtung eine Zeitungsexpedition beim Hofpostamt in Braunschweig und den Postbezugszwang. Im Juni 1790 wurden sämtliche Postämter der kaiserlichen Reichspost im Herzogtum Braunschweig aufgehoben, wie auch in Hannover.
In Hamburg kam es 1797 zur Gründung einer privaten Stadtpost, ebenso wie in Berlin im Jahr 1800, die jedoch beim Einzug der Franzosen in die Stadt wieder einging.

## Napoleonische Zeit 1801 bis 1813
1801 wurden durch den Friede von Lunéville die Posten in den an Frankreich abgetretenen Gebiete dem Haus Thurn und Taxis entzogen. Der Fürst von Thurn und Taxis erhielt im Reichsdeputationshauptschluss (§ 13) die Zusicherung, dass seine Posten in dem Zustand wie zur Zeit des Lunéviller Friedens erhalten werden. In den zu Preußen gekommenen Gebietsteilen wurden die taxisschen Posten am 1. November aufgehoben, der Durchgang taxisscher Felleisen wurde, gegen Bezahlung, gestattet. 1804 schloss Taxis Verträge mit Nassau und Hessen Darmstadt zur Gewährleistung seines Postbesitzstandes, 1805 mit Baden, Württemberg, Pfalzbayern, Würzburg, Sachsen-Hildburghausen, – Meiningen, – Coburg, – Gotha, – Weimar und Reuß. Nachfolger des am 13. November 1805 gestorbenen Karl Anselm von Thurn und Taxis wurde Karl Alexander von Thurn und Taxis. Im November nahm der Kurfürst von Bayern, im Dezember der Kurfürst von Württemberg die Posten in Staatsbesitz. In Baden behielt Thurn und Taxis die Nutznießung des Postwesens gegen eine jährliche Anerkennungsgebühr von 24.000 Gulden. Am 14. Februar 1806 erhielt der Fürst von Thurn und Taxis vom König von Bayern die Würde einer Erbland-Postmeisters und behielt einstweilen die Regie des bayerischen Postwesens gegen eine Pacht von 25.000 Gulden. Der Großherzog von Berg (Prinz Murat) ließ im Frühjahr die taxisschen Postanstalten in seinem Gebiet aufheben und führte Staatsposten ein. Mit der Niederlegung der deutschen Kaiserkrone durch Franz II. am 6. August 1806 war die taxissche Post nicht mehr kaiserlich. Soweit die Posten bestehen blieben, wurden sie dem Fürsten von Thurn und Taxis von den Landesregierungen der kleinen deutschen Staaten durch Einzelverträge übertragen. Am 28. Februar 1808 wurde ein Abtretungsvertrag zwischen Bayern und dem Fürsten Thurn und Taxis abgeschlossen. Der Fürst behielt den Titel Reichs-Ober-Postmeister und als Entschädigung in Domänen und Kronlehn und jährlich 100.000 Gulden. 1808 wurden im neu gegründeten Königreich Westphalen alle taxisschen Posten aufgehoben, 1810 auch in den zum Kaiserreich Frankreich geschlagenen nordwestdeutschen Gebieten. 1811 nahm Baden seine Post in Staatsbetrieb. Der Fürst von Thurn und Taxis wurde entschädigt. Er erhielt eine Rente von 10.000 Gulden jährlich auf Lebenszeit und 25.000 Gulden jährlich für sein Haus.
In Württemberg lenkte das dem auswärtigen Departement unterstellte Ober-Postdirektorium das Postwesen. Thurn und Taxis wurde nicht entschädigt. Am 27. Januar 1807 wurden in Württemberg Amtsboten eingestellt, am 25. April folgten Postdienstinstruktionen.
Preußen begann 1801 mit der geometrischen Vermessung der Poststraßen zur Aufstellung von steinernen Meilenzeigern. Die bisher den Postmeistern überlassenen Anteile der Gebühreneinnahmen wurden 1803 durch feste Bezüge ersetzt. Friedrich König erfand im gleichen Jahr die Schnellpresse.
In Hannover kam es auf Grund einer Verfügung des kgl. kurfürstlichen General-Postdirektoriums vom 6. April 1802 zur Einführung von Einschreibbriefen.
Joachim Murat, der Großherzog von Berg, ließ im Frühjahr 1806 die taxisschen Postanstalten in seinem Gebiet aufheben und führte Staatsposten ein. Am 29. November 1806 wurde ein bergisches Postamt in Bremen eingerichtet. Das Postwesen der von Frankreich besetzten norddeutschen Gebiete wurde einstweilen dem großherzoglich bergischen Postwesen angegliedert. Das Großherzogtum nahm sich am 4. Juni 1808 das ausschließliche Recht, in Bremen ein Postamt zu unterhalten.
Am 28. Februar 1808 wurde ein Abtretungsvertrag zwischen Bayern und dem Fürsten Thurn und Taxis abgeschlossen. Durch ein Edikt kam es am 17. September 1808 zur Einrichtung einer General-Postdirektion als Abteilung des auswärtigen Ministeriums. Am 17. Juni 1809 verordnete Bayern die Vorrechte der Post.
Nach der Gründung des Königreichs Westphalen im Jahre 1807 wurde am 11. Februar 1808 eine kgl. westphälische Landespost nach französischem Muster eingerichtet. Die taxisschen Posten im Königreich wurden aufgehoben.
In Österreich wurde die bisherige Einheitsbrieftaxe nach zwei Entfernungsstufen gestaffelt (bis vier Posten und über vier Posten, wobei ein Post etwa zwei Meilen ausmachen).
1811 nahm Baden seine Post in Staatsbetrieb.
Nach der Völkerschlacht bei Leipzig 1813 verschwanden die französischen Staatsbildungen. Die alten Staaten wurden wiederhergestellt.

## Wiener Kongress und die Zeit von 1815 bis 1850

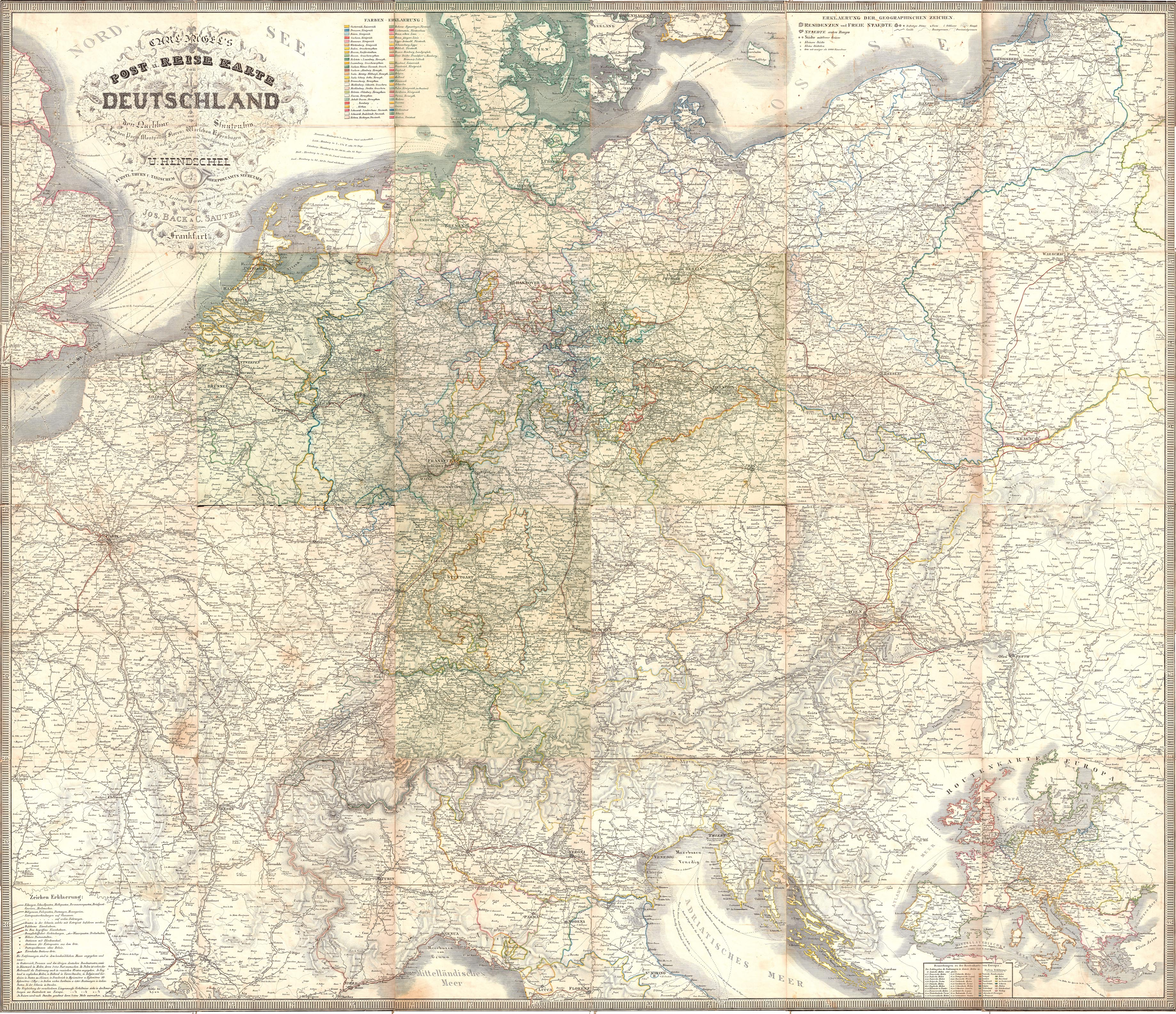
Post- und Reisekarte von 1843

Der Wiener Kongress beschloss 1815 in Artikel 17 der Bundesakte, dass Thurn und Taxis, den Besitz seiner Posten, so wie er im Reichsdeputationshauptschluss von 1803 bestätigt wurde, behalten sollte, solange nicht durch freie Übereinkunft anderweitige Verträge abgeschlossen wurden. Das württembergische Postwesen wurde 1819 an den Fürsten von Thurn und Taxis verpachtet. Landeshoheit, Ober-Eigentumsrecht, Obergerichtsbarkeit, Bestätigung der Gesetze und Beamten blieb dem König vorbehalten. Die oberste Leitung oblag der General-Postdirektions-Kommission, die am 15. September 1819 mit der General-Postdirektion in Frankfurt am Main vereinigt wurde. 1822 wurde in Württemberg ein Eilpostwagendienst aufgenommen. Am 15. Juli 1827 starb Fürst Alexander Josef von Thurn und Taxis, sein Sohn Maximilian Karl wurde Nachfolger.
Das Thurn- und Taxis’sche Postgebiet umfasste seit 1819: Württemberg, die beiden Hessen und Nassau, die thüringischen Staaten, die lippischen Fürstentümer, das oldenburgische Fürstentum Birkenfeld (von 1817 bis 1837), Hohenzollern und die Freie Stadt Frankfurt am Main.

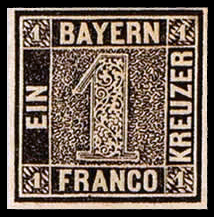
Der „Schwarze Einser“, die erste deutsche Briefmarke von 1849

Bayern richtete 1814 in Würzburg ein Ober-Postamt ein, 1816 in Speyer. Am 9. Dezember 1825 wurde die Generaladministration der bayerischen Posten eingerichtet und ein Jahr später dem Finanzministerium unterstellt. 1834 wurde das Postwesen wieder dem Ministerium des Äußeren unterstellt. Seit dem 27. Mai 1847 wurden in Bayern Post und Eisenbahn zusammen verwaltet. Am 1. Dezember 1847 wurde die General-Verwaltung der kgl. Post und Eisenbahnen dem Finanzministerium, seit dem 1. Dezember 1848 dem Handelsministerium unterstellt. Seit dem 1. April 1826 fuhren auch in Bayern Eilwagen. Am 7. Dezember 1835 wurde die erste deutsche Eisenbahn zwischen Nürnberg und Fürth eröffnet. Ein Allerhöchstes Reskript vom 3. Juli 1837 regelte die Beziehungen zwischen Post und Eisenbahn. Gegen eine Pauschalsumme waren Frachtpostsendungen, alle anderen Postsendungen der Briefpost, Zeitungspakete und Estafetten-Sendungen ohne Vergütung von der Eisenbahn zu transportieren. In Bayern wurden Briefkasten allgemein eingeführt. 1843 wurden in Bayern Ankunftstempel eingeführt. Bayern gab am 1. November 1849 mit dem Schwarzen Einser sowie einer blauen 3-Kreuzer- und einer braunen 6-Kreuzer-Marke als erster deutscher Teilstaat Briefmarken heraus. Von der Marke zu 3 Kreuzer ist sogar ein bereits am 31. Oktober verwendetes Exemplar auf einem Brief von Deggendorf bekannt. (Siehe Peter Sem, Bayern Spezialkatalog Band 1.)
Österreich erhob den Postzwang auf Poststraßen für Briefe, Schriften, Geld und Frachtstücke bis 10 Pfund. Die Briefgebühr war jetzt nach sieben Entfernungsstufen gestaffelt. Der Postzwang für Geld wurde 1823 wieder aufgehoben. Ende 1837 erschien ein Postgesetz für Österreich, 1838 eine Fahrpostordnung. Seit dem 1. August 1842 galten in Österreich nur noch zwei Entfernungsstufen (bis und über 10 Meilen Luftlinie), 1843 geändert in von und über 20 Meilen.
Hannover führte 1816 Aufgabestempel ein. Braunschweig eröffnete am 1. Dezember 1838 die erste Staatsbahn in Deutschland zwischen Braunschweig und Wolfenbüttel. 1849 begann man mit der Einführung eines Landbestelldienstes.

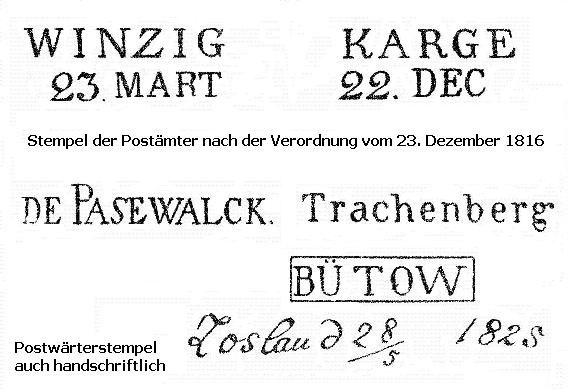
Frühe preußische Stempel

Preußen erließ 1815 eine Instruktion zur Kassen- und Rechnungsführung für die kgl. preußischen Postämter und führte 1816 Aufgabestempel ein. 1819 entstand die erste Schnellpost von Berlin nach Magdeburg. 1823 wurden die Entfernungen aller Postorte untereinander auf Grund einer dazu angefertigten genauen Karte ermittelt, diese Arbeit konnte 1825 abgeschlossen werden. 1824 stellte Preußen in Frankfurt (Oder) die ersten Landbriefträger zur Postversorgung des Umlandes ein. 1827 wurde in Berlin ein staatlicher Stadtpostdienst eingerichtet, er umfasste 1 Stadtpostexpedition und 60 Briefsammelstellen. 1837 übernahm Preußen in Birkenfeld das bisher taxissche Postwesen. Mit dem 29. Oktober 1838 fuhr eine Eisenbahn zwischen Berlin und Potsdam. Im November verlangte das Eisenbahngesetz die unentgeltliche Beförderung der Briefe, Gelder und aller postzwangpflichtigen Sendungen. Am 1. Mai 1849 führte Preußen Speditionsbüros (Bahnposten) ein. Am 21. Oktober 1848 führt Preußen Briefe mit Bareinzahlung ein.
Baden erließ 1820 eine Instruktion über den Briefpostdienst für die großherzoglich badischen Posten, 1824 eine Fahrpostdienstordnung. Am 1. April 1848 wurde in Baden die erste Bahnpost in deutschen Landen gefahren, Postkondukteure sortierten die Post in Bahnpostwagen.
Sachsen hängte 1824 die ersten Briefkasten auf. 1829 wurden in Leipzig und Dresden Stadtposten und Briefsammlungen eingerichtet. 1839 wurde die erste sächsische Eisenbahn Leipzig–Dresden eröffnet.
In Mecklenburg-Schwerin kam es am 1. November 1849 zur Einrichtung einer General-Postdirektion, sie löste die Verwaltung der Post durch das Kammerkollegium ab. Am 1. Januar 1834 trat der Zoll- und Handelsverein in Wirksamkeit. Die Staaten Preußen, Bayern, Württemberg, Sachsen, beide Hessen und Thüringen gehörten zu den Gründungsmitgliedern. Die Mehrzahl der deutschen Staaten traten bis 1854 bei. Außerhalb blieben Österreich mit Liechtenstein, Hannover, beide Mecklenburg, Holstein, Lauenburg und die drei Hansestädte.
Am 18. Oktober 1847 traten in Dresden die Vertreter der deutschen Postverwaltungen zu Verhandlungen über einen Deutschen Postverein zusammen. Am 3. Februar 1848 wurde die Konferenz wegen der allgemeinen politischen Verhältnisse vertagt. Am 18. Mai trat die deutsche Nationalversammlung in der Paulskirche zu Frankfurt (Main) zur Feststellung einer deutschen Reichsverfassung zusammen. Im Verfassungsentwurf war dem Reich das Recht vorbehalten, das deutsche Postwesen für Rechnung des Reiches zu übernehmen, vorbehaltlich billiger Entschädigung der Beteiligten.
Preußen und Österreich nahmen 1849 den Versuch zur Bildung eines Postvereins wieder auf. Am 30. Dezember 1849 schlossen die deutschen Postvertrages ein Abkommen über den wechselseitigen Zeitungsverkehr ab. Der Abschluss des deutsch-österreichischen Postvertrages zwischen Preußen und Österreich erfolgte am 6. April 1850, Bayern trat sofort bei.

## 1850 bis 1871

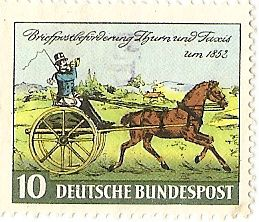
Briefbeförderung mit einem Karriol 1852

Der Deutsch-Österreichische Postverein als Zusammenschluss kleinstaatlicher Posten mit einem einheitlichen Tarifsystem trat am 1. Juli 1850 in Kraft und alle deutschen Staaten traten nach und nach bei: Hannover erließ am 9. August 1850 sowohl ein Postgesetz als auch ein Posttaxgesetz, die beide am 1. Oktober in Kraft traten. Bayern führte am 1. Juli 1851 Briefe mit Bareinzahlung ein. Württemberg verstaatlichte bis 1859 das Postwesen. Sachsen erließ am 7. Juni 1859 ein Postgesetz, im Lande war die Einrichtung des Landpostdienstes abgeschlossen. Braunschweig hat 1853 den Landpostdienst in seinem Lande vollständig durchgeführt. Baden richtete am 1. Januar 1854 eine Direktion der großherzoglichen Verkehrsanstalten ein und begann 1859 mit der Einführung der Landposten.
Auch Preußen hat einen umfassenden Landbestelldienst durchgeführt. Am 1. Januar 1866 übernahm Preußen die Postverwaltung im Herzogtum Lauenburg, am 22. Dezember die von Schleswig-Holstein und am 1. Januar 1867 die Verwaltung der Post von Hannover und dann am 1. Juli 1867 das taxissche Postwesen. Am 1. Januar 1868 trat die Postverwaltung des Norddeutschen Bundes ins Leben, in deren Folge Optimierungen wie die Verschmelzung der Postdirektionen Stralsund und Stettin zur Oberpostdirektion Stettin umgesetzt wurden.
Zu den technischen Neuerungen der Zeit zählte die rasant angewachsene Bahnpost sowie die 1864 in Betrieb genommene Rohrpost in Berlin.

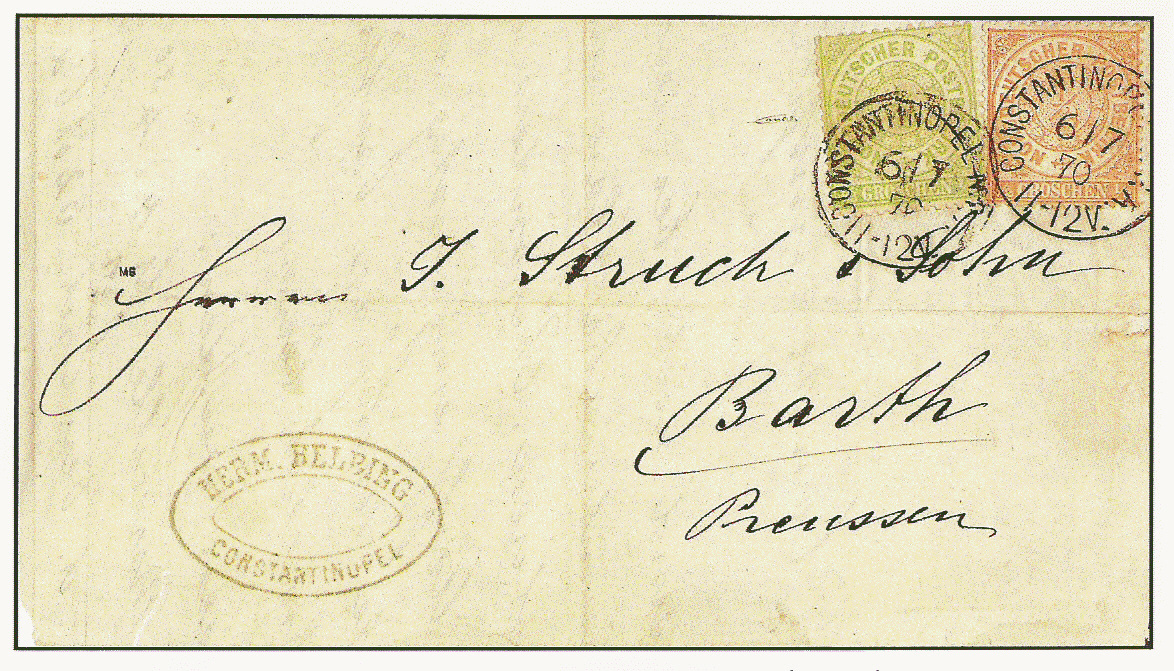
1870, Konstantinopel

## Reichspost 1872 bis 1920
Im Deutsch-Französischen Krieg gelang Bismarck der Zusammenschluss zwischen Süd- und Norddeutschland. Am 1. Januar 1871 erhielt der gemeinsame Staat den Namen Deutsches Reich, und König Wilhelm I. erhielt den Kaisertitel. Am 1. Januar 1872 trat das Gesetz über das Postwesen, das Posttaxwesen und die Postordnung der Reichspost in Kraft. Das Post und Telegrafenwesen blieb beim Gesamtstaat, aber Bayern und Württemberg behielten ihre eigene Post- und Telegrafenverwaltung. 1875 wurde in Württemberg eine Generaldirektion der Verkehrsanstalten, als kollegialistische Zentralbehörde, eingerichtet. Schon am 1. April 1881 erhielt Württemberg eine besondere Generaldirektion der Posten und Telegrafen.
Am 15. September 1874 begann in Bern ein Postkongress, bei dem auf Vorschlag des deutschen Generalpostmeisters Heinrich von Stephan am 9. Oktober 1874 der Allgemeine Postverein (ab 1878 Weltpostverein) gegründet wurde. Der Postverein regelte auf seinen Postkongressen die internationale Zusammenarbeit der nationalen Postverwaltungen.

Deutsches Postamt Shanghai

Handelsverbindungen und Militärstützpunkte erforderten Postlinien nach Asien und Afrika. In Konstantinopel wurde am 1. März 1871 ein deutsches Postamt eröffnet. 1886 nahm in Shanghai ein deutsches Postamt seinen Dienst auf. Ein Jahr später folgten Postanstalten in den deutschen Kolonien in Afrika (1. Januar 1887 Kamerun) und in der Südsee (21. Juli 1887 Apia). Es folgten am 1. März 1888 eine Postagentur in Klein Popo (Togo), am 1. Oktober eine in Jaluit auf den Marshallinseln und am 22. November 1888 in Lamu (Witugebiet). 1897 wurde ein deutsches Postamt in Kiautschou eingerichtet, 1899 in Marokko usw.
Die Reichspost schloss 1890 ein Abkommen mit der Hamburg-Amerika-Linie und dem Norddeutschen Lloyd über die Einrichtung von Seeposten (Bearbeitung der Post während der Fahrt durch Postbeamte). Am 1. April 1891 wurde der Seepostdienst zwischen Deutschland und Amerika aufgenommen.
Das Postwesen wurde ständig verbessert. 1896 wurden Fahrräder, ab 1898 versuchsweise Kraftwagen im Postdienst eingesetzt. Die Reichspost führte in Berlin ab 1903 Kraftwagen für die Güterpost und im Paketzustelldienst ein. Stuttgart folgte 1904 mit Kraftwagen bei der Brief- und Paketbeförderung. Bayern führte 1905 Kraftwagen zur Personenbeförderung ein: Ab 1. Juni 1905 fuhren die ersten Postbusse zwischen Bad Tölz und Lenggries. Ab 1906 wurden immer mehr Städte im Reichspostgebiet mit Kraftwagen ausgerüstet. 1912 wurde erstmals Zeppelinpost befördert.
Nach dem Ersten Weltkrieg wurde das Reichsministerium für das Postwesen gebildet. Volksabstimmungen in Oberschlesien, Nordschleswig, Ost- und Westpreußen sowie Eupen und Malmedy über deren völkerrechtliche Zugehörigkeit sorgten für die Ausgliederung der Postverwaltungen der Abstimmungsgebiete. 1918 besetzten Alliierte Truppen das Rheinland, 1923 auch das Ruhrgebiet. Die Belgier, Franzosen, Briten und US-Amerikaner brachten ihre Feldpost mit. Lange Zeit wurde der deutsche Postverkehr kontrolliert, manche Sendungen erhielten einen Zensurstempel.
1911–1913 entstand in Basel ein gemeinsames Postauswechslungs- und Zollamt in Zusammenarbeit mit der Schweizer Post. Die Poststelle Basel 17 Transit. Dieses Amt wurde zwar von der Schweizer Post betrieben, erledigte aber Aufgaben im Sinne beider Postwesen. Diese Zusammenarbeit war zu dieser Zeit einmalig und zeigt das gute Verhältnis der Deutschen Reichspost zur Schweizer Post auf. Durch das gemeinsame Amt konnte eine Postauswechslung an der Grenze vermieden werden, was zu einem unkomplizierteren und speditiveren Postverkehr führte.

## Weimarer Republik 1920 bis 1933

Postamtsschild 1923

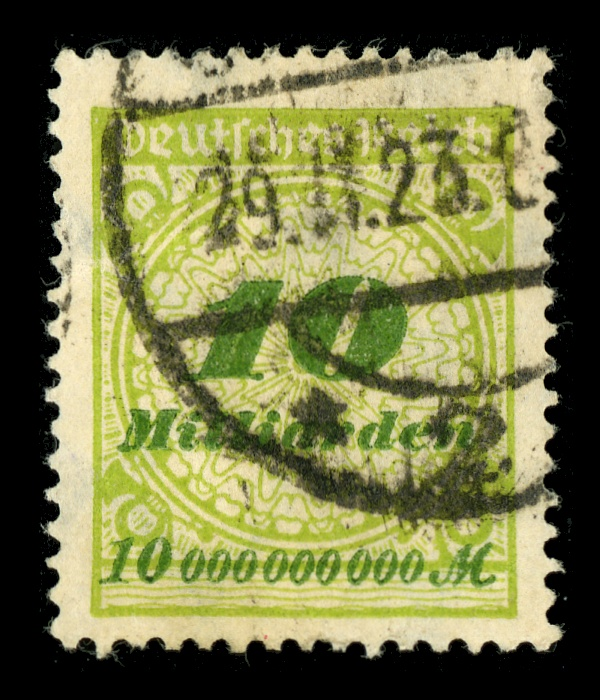
Briefmarke zu 10 Milliarden Mark vom Ende der Hochinflation 1923

Seit den Staatsverträgen zwischen dem Reich und den Staatsregierungen in Bayern und Württemberg über die Abtretung des Post- und Telegraphenwesens an das Reich gab es zum 1. April 1920 nur noch eine Reichspostverwaltung.
Am 1. Januar 1922 wurde eine neue Postordnung gültig. Sie war der neuen Situation angepasst und blieb, mit vielen kleinen Änderungen gültig bis 1964 (Deutsche Bundespost). Die Reichspost litt, wie ihre Kunden, sehr stark unter der Inflation. Die insgesamt 21 Gebührenänderungen seit 1919 erfolgten in immer kürzer werdenden Abständen. Mit der Einführung der Rentenmark am 1. Dezember 1923 kehrte die Verwaltung wieder zu den alten Posttarifen zurück.
Eine Neuregelung des Verordnungsrechts erfolgte im Reichspostfinanzgesetz (RPFG) vom 18. März 1924. Der Reichspost- und Telegraphenbetrieb war nun ein selbstständiges Unternehmen. Das Vermögen der Reichspost galt als Sondervermögen und war vom übrigen Vermögen des Reiches getrennt zu halten.
Anlässlich des Postkongresses in Madrid wurden alle Nebenabkommen erneuert und traten am 1. Januar 1922 in Kraft. Neu war das Postüberweisungsabkommen, aufgehoben wurde das Abkommen betreffend der Ausweisbücher. 1927, auf dem Postkongress im Haag, wurden die Bestimmungen über die Beförderung von Briefsendungen und Paketen auf dem Luftweg mit Gültigkeit zum 1. Januar 1928 geregelt. 1934, auf dem Postkongress in Kairo, kam ein Anhang zum Postanweisungsabkommen hinzu, in dem der Postreisescheckdienst geregt wurden, und der am 1. Januar 1935 in Kraft trat.
Ende der 1920er und Anfang der 1930er Jahre wurden zahlreiche spektakuläre technische Neuerungen teilweise durch Posttransport finanziert, wodurch die Reichspost ins Interesse der Weltöffentlichkeit geriet. Beim ersten Katapultflug vom Dampfer „Bremen“ 1929 befand sich Post an Bord und diese Technologie sollte den Interkontinental-Postverkehr beschleunigen. Zeppelin-Luftschiffe verkehrten ab 1931 im Post-Liniendienst mit Nord- und Südamerika und waren schneller als die damals schnellsten Postdampfer.

## Drittes Reich 1933 bis 1945
Ab dem 28. Februar 1933 war das Post-, Telegraphen und Fernsprechgeheimnis aufgehoben. Ferner wurden 1933 auch das Reichspostfinanzgesetz von 1924, der Verwaltungsrat der Reichspost, und die Staatsverträge mit Bayern und Württemberg von 1920 aufgehoben, als Folge davon ebenfalls die Abteilung VI in München sowie die besonderen Befugnisse der Oberpostdirektionen in Stuttgart.
Im Vereinfachungsgesetz vom 27. Februar 1934 wurden die Oberpostdirektionen Darmstadt, Halle, Konstanz, Liegnitz und Minden aufgehoben und die Bezirke aufgeteilt. Aus den Oberpostdirektionen wurden ab dem 1. April 1934 Reichspostdirektionen.
Mit der Expansionspolitik des Dritten Reiches wuchs auch das Aufgabengebiet der Reichspost: Ab 1. März 1935 war die Reichspost wieder für das Saarland zuständig, die Reichspostdirektion wurde nach Saarbrücken verlegt. Das Österreichische Post- und Fernmeldewesen wurde am 19. März 1938 auf die Deutsche Reichspost übergeleitet. Am 28. Oktober 1938 wurde das deutsche Post- und Fernmeldewesen in den sudetendeutschen Gebieten eingeführt. Am 28. Oktober 1939 wurde das Post- und Telegraphenwesen der bisherigen Freien Stadt Danzig auf die Deutsche Reichspost übergeleitet. Nach dem Überfall auf Polen und dem Beginn des Zweiten Weltkriegs erfolgte am 19. Dezember 1939 die Einführung des Post- und Fernmelderechts in den Ostgebieten. Am 9. April 1940 wurde durch die Verordnung über den Nachrichtenverkehr der unmittelbare und mittelbare Nachrichtenverkehr mit dem feindlichen Ausland verboten und es wurde eine Nachrichten-Überwachung eingerichtet.
Zur Vereinfachung des Päckchen-Verteilerdienstes wurde 1941 das Reich in 24 „Leitgebiete“ eingeteilt, die durch „Leitzahlen“ gekennzeichnet sind.
Seit 1943 gab es den kostenlosen Eilnachrichtendienst nach alliierten Luftangriffen. Am 14. August 1944 wurde auch bei der Deutschen Reichspost der totale Kriegseinsatz wirksam. Ab dem 28. Januar 1945 schränkte die Deutsche Reichspost den ortsübergreifenden Briefverkehr ein. Mit dem Ende des Krieges, 1945, kam die Post zum Erliegen. Die Infrastruktur war weitgehend zerstört und die alliierten Besatzungsmächte unterbanden zunächst jeglichen zivilen Postverkehr, ausgenommen in Teilen Sachsens.

## Nach dem Krieg 1945
Nach der Bedingungslosen Kapitulation wurde der Postverkehr nach den Bestimmungen der Besatzungsmächte schrittweise im Rahmen der technischen Möglichkeiten wieder aufgenommen. Zunächst galt wieder die Postordnung von 1929.
In Bayern wurde der Briefverkehr nach dem Zweiten Weltkrieg ab 9. September 1945 wieder ermöglicht, regional begrenzt auch schon eher. In der britischen Zone wurde am 19. September 1945 in Bad Salzuflen die BZRPO (Britische Zone Reichspost Oberdirektion) eingerichtet. Am 1. Januar 1947 schlossen sich die britische und amerikanische Zone zur Bizone zusammen. Das Saarland wurde wirtschaftlich und politisch an Frankreich angeschlossen. Die bisherige Oberpostdirektion München und die BZRPO wurden zur Hauptverwaltung für das Post- und Fernmeldewesen der amerikanischen und britischen Besatzungszone mit Sitz in Frankfurt am Main vereinigt.
Vom 1. April an unterlag der Postverkehr zwischen dem Vereinigten Wirtschaftsgebiet einheitlichen Postvorschriften. Vom 1. Oktober 1948 an galten im Verkehr zwischen dem Vereinigten Wirtschaftsgebiet und dem Saarland Auslandsgebühren und -bestimmungen (bis 1957), noch waren nur Briefsendungen zugelassen.

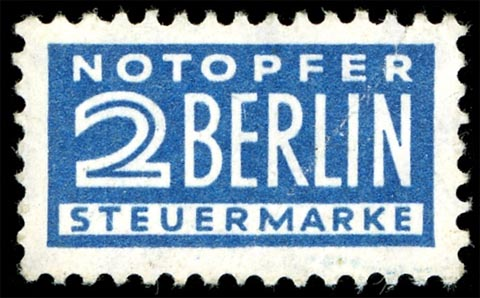
Notopfer Berlin

Am 20. Juni 1948 wurde die Währungsreform zum 21. Juni verkündet, die Einführung der Deutschen Mark (DM) in „Westdeutschland“. Die Währungsreform verstärkte den bereits bestehenden Konflikt zwischen der UdSSR und den Westmächten. Als Reaktion wurde die Berlin-Blockade vom 24. Juni 1948 bis 12. Mai 1949 verhängt. Die Versorgung West-Berlins konnte nur durch die Berliner Luftbrücke erfolgen. Seit dem 1. Dezember 1948 wurde in Westdeutschland das Notopfer Berlin eingeführt. Erst am 1. April 1956 fiel die Verwendung der Steuermarke weg.
Vom 1. Juni 1949 an galten in den Westsektoren von Groß-Berlin für die zugelassenen Dienste die gleichen Post- und Postscheckgebühren wie im Vereinigten Wirtschaftsgebiet.
1949 schlossen sich die drei Westzonen zur Trizone zusammen. Ein vorläufiges Grundgesetz schuf die Bundesrepublik Deutschland. Die Deutsche Post wurde in den Westzonen 1947 als Nachfolgerin der Reichspost gegründet und 1950 in Deutsche Bundespost (mit Bundespostdirektion) umbenannt. In der Sowjetzone entstand parallel die Deutsche Post (DDR).

## Deutsche Bundespost

Übersicht der Dienste bei der Deutschen Bundespost

Am 1. April 1950 wurde, gemäß Artikel 130 des Grundgesetzes, die Hauptverwaltung für das Post- und Fernmeldewesen des Vereinigten Wirtschaftsgebietes und die Oberpostdirektionen in den Ländern Baden, Rheinland-Pfalz und Württemberg-Hohenzollern mit ihren gleichgeordneten und nachgeordneten Dienststellen, in die Verwaltung des Bundes übergeführt. Die Deutsche Bundespost war gegründet.
Zum 1. Juli 1951 wurde als neue Versendungsart für Paketsendungen das Schnellpaket eingeführt. Solche Sendungen mussten den auffallend unterstrichenen Vermerk „Schnellpaket“ oder „Postschnellgut“ tragen.
Am 1. September begann man damit die Eingliederung des Saarlandes vorzubereiten. Vom 1. Januar 1957 an galt das Grundgesetz sowie das Postverwaltungsgesetz der Bundesrepublik Deutschland im Saarland. Zwischen dem 8. Juli 1957 und dem 30. Juni 1959 galten zwischen dem Saarland und Frankreich, der französischen Union sowie mit Italien und Luxemburg besondere Tarife.
Im Bundesgesetzblatt wurde, mit Gültigkeit zum 1. Juni 1964, eine neue Postordnung verkündet. Sie löste die Postordnung von 1929, mit all seinen Änderungen, ab. Gegenstände, die bisher aus Drucksachen zu ermäßigter Gebühr verschickt werden, konnten nun als Büchersendung bzw. Streifbandsendungen versandt werden. Warenproben heißen künftig Warensendungen. Postwurfsendungen künftig Wurfsendungen, aus Wertangabe und Behandlungsgebühr wird Wertgebühr. Die Eilzustellung und dringende Beförderung von Paketsendungen war nicht mehr vorgesehen, dafür gab es die Schnellpakete oder das Postschnellgut. Bahnhofsbriefe hießen künftig Kursbriefe.
Mit dem 1. Juli 1976 wurde eine Verordnung über den Post- und Fernmeldeverkehr mit der Deutschen Post gültig. Sie regelte den gegenseitigen Post- und Fernmeldeverkehr zwischen der DDR und der BRD. Die gesetzliche Grundlage war die Satzung des Weltpostvereins und des internationalen Fernmeldevertrags.

Stempelabschläge für Massendrucksachen

Vom 1. Mai 1978 an wurden versuchsweise die von Gästen versehentlich mitgenommenen Hotelzimmerschlüssel unverpackt als unfreie Briefe angenommen und dem Hotel usw. im Bundesgebiet und in Berlin (West) ausgeliefert. Besondere Versendungsformen beispielsweise Einschreiben, Eilzustellung, waren ausgeschlossen. Die Schlüssel, die mit einem flachen, mindestens 10 × 5 cm großen Anhänger versehen sein mussten, konnten durch Briefkasten oder am Schalter eingeliefert werden. Der Schlüsselanhänger trugen die vollständige Adresse des Hotels, Gasthofs, der Pension usw. sowie den Hinweis den Schlüssel unverpackt in den nächsten Postbriefkasten zu werfen. Für diesen Service wurde vom Empfänger eine Gebühr von 4,90 DM erhoben; sie umfasste auch die Brief und Einziehungsgebühr. Auf dem Anhänger etwa verklebte Postwertzeichen blieben unberücksichtigt.
Vom 11. Januar 1979 an durften zunächst versuchsweise Benutzer von Absenderstempelmaschinen Massendrucksachen mit Postwertzeichen freimachen und abstempeln.

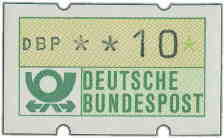
Die ersten Automatenmarken der Bundespost

Vom Januar 1981 an wurden im Rahmen eines zunächst nicht befristeten Betriebsversuch 15 elektronisch gesteuerte Münz-Wertzeichendrucker bei 14 ausgewählten Postämtern erprobt. Die genauen Aufstellungsorte und der jeweilige Termin der Inbetriebnahme wurden rechtzeitig örtlich bekanntgegeben.

Amtliches Muster „Gebühr bezahlt“

Vom 1. Juli 1981 an sind Briefsendungen und Paketkarten, auf denen der Raum zum ordnungsmäßigen Aufkleben der Postwertzeichen nicht ausreicht, in der rechten oberen Ecke der Aufschriftseite mit dem Abdruck eines Gummistempels nach nebenstehendem Muster zu versehen: links daneben ist der Tagesstempel anzubringen. Die entrichtete Gebühr ist an der vorgesehenen Stelle anzugeben; der Vermerk ist nicht zu unterschreiben. Die Gummistempel „Gebühr bezahlt – Taxe percue“ werden zentral beschafft.
Am 7. Oktober 1982 begann beim Postamt 6200 Wiesbaden 1 ein Pilotversuch mit speziell für die Schalterbelange entwickeltem Arbeitsplätzen. Am 9. Februar 1983 kam das Postamt 5300 Bonn 2, am 3. Juni 1983 das Postamt 3000 Hannover 1 hinzu. Die Erprobung lief bis Ende Juli 1984. Am 2. Dezember 1987 wurde bei den Postämtern 3000 Hannover 1 und 3200 Hildesheim, jeweils an mehreren Schaltern der Betrieb mit dem Schalterterminalsystem EPOS aufgenommen. Das Kürzel steht für »Elektronischer Postschalter«. Die Erprobung wurde am 31. März 1988 beendet. An die Stelle traten die Postämter 3300 Braunschweig 31 (Friedrich-Wilhelm-Straße 3) und 3380 Goslar 1 (Klubgartenstraße 10). Bei den Hannover Messen CeBIT und Industrie-Messe kamen zwei Münz-Wertzeichendrucker zum Einsatz. Im September 1984 änderte die Post ihre bisherige EPOS-Strategie. Statt der geplanten 5000 Verbundterminals wurden jetzt Vorbereitungen getroffen, gleich alle 20 000 Arbeitsplätze mit marktgängigen Einplatzsystemen auszustatten.
Das Poststrukturgesetz trat am 1. Juli 1989 in Kraft. Die Deutsche Bundespost gliederte sich in drei Teilbereiche, die als öffentliche Unternehmen mit den Bezeichnungen Deutsche Bundespost Postdienst, -Postbank und -Telekom geführt werden. Die Leitung übernahm ein Direktorium, bestehend aus Vorstand und Aufsichtsrat.
Am 9. November 1989 öffnete sich die innerdeutsche Grenze in Richtung Bundesrepublik und am 22. Dezember 1989 in Richtung DDR. Nach und nach wurde der Postdienst angeglichen.

## Landespostdirektion Berlin
Nach 1945 war die in Charlottenburg gelegene Reichspostdirektion Berlin zuständig für 200 Postämter, drei Bahnpostämter, das Postzeitungsamt, das Postscheckamt, sieben Fernsprechämtern usw. in Berlin-West. Mit der Spaltung Berlins wurde im sowjetischen Sektor Berlins (Ost-Berlin) am 30. November 1948 eine „Oberpostdirektion Berlin“ errichtet, die dem Ministerium für das Post- und Fernmeldewesen in Berlin W 66 unterstellt wurde. Die zentrale Behörde in West-Berlin erhielt im Januar 1951 die Bezeichnung „Senatsverwaltung für Post- und Fernmeldewesen in Berlin“, und 1954 die Bezeichnung „Landespostdirektion Berlin“. Die Briefmarkenausgaben trugen später die Aufschrift „Deutsche Bundespost Berlin“, obwohl die Landespostdirektion dieser wegen des Berlin-Status nicht unterstand. Nach der Wiedervereinigung verlor die Landespostdirektion ihre Selbstständigkeit und wurde als Oberpostdirektion in die Bundespost eingegliedert, die Ausgabe eigener Briefmarken wurde eingestellt.

## Deutsche Post

Dienstflagge der Deutschen Post

In der sowjetisch besetzten Zone wird am 9. Juni 1945 die Sowjetische Militäradministration in Deutschland (SMAD) eingerichtet. Der „Deutschen Zentralverwaltung“ untersteht ab dem 27. Juli 1945 auch das Nachrichtenwesen der gesamten sowjetisch besetzten Zone (SBZ).
Die „Deutsche Wirtschaftskommission“ (DWK) diente seit dem 14. Juni 1947 der Lenkung der Wirtschaft. Sie regelte u. a. die Zulassungen für Sendungen im Paket- und Geldverkehr mit den Westzonen, sorgte für Einschränkungen im Warenverkehr innerhalb der SBZ und im Verkehr mit dem sowjetisch besetzten Sektor von Groß-Berlin.
Nach der Währungsreform am 3. Juli 1948 sind nur noch die Postwertzeichen mit dem Aufdruck „Sowjetische Besatzungszone“ in kleinen Mengen zu kaufen. Vom 1. September 1948 an gelten bis auf weiteres auch die Postwertzeichen der Berliner Bärenserie mit dem Überdruck „Sowjetische Besatzungszone“. Am 11. Oktober 1948 erscheint die Postwertzeichenserie „Persönlichkeiten“.
Nach dem Auszug der Sowjets aus dem Alliierten Kontrollrat am 20. März 1948 beginnt am 24. Juni die Blockade Berlins, die bis zum 23. Mai 1949 dauert.

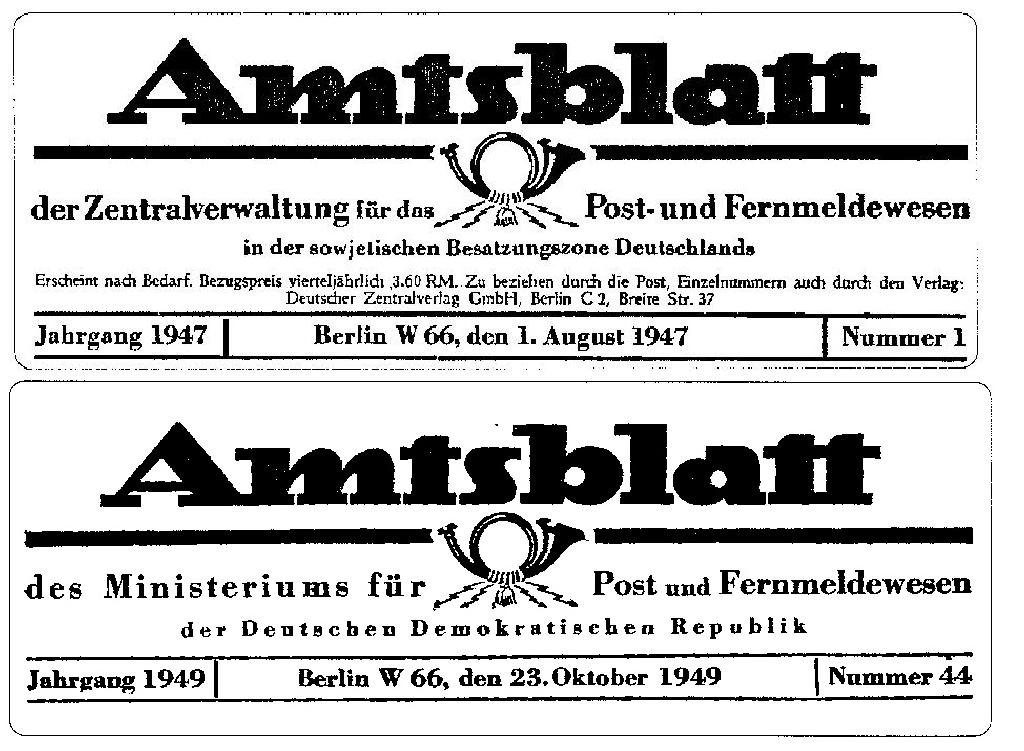
DDR-Amtsblätter

Am 10. Oktober 1949 wird bevorzugte Beförderung der Behördenpost im interzonalen Verkehr und im Verkehr mit dem sowjetischen Sektor Berlins angeordnet. 1950 ändert sich der Begriff in „Geschäftspost“.
Dem Inkrafttreten des Grundgesetzes der Bundesrepublik Deutschland (BRD) am 23. Mai 1949 folgt am 7. Oktober 1949, mit der Konstituierung des deutschen Volksrates, die Gründung der Deutschen Demokratischen Republik (DDR). Die sowjetische besetzte Zone ist für die Bundesrepublik zum Ausland geworden. Die Bestimmungen des Weltpostvertrages treten in der DDR am 1. Juli 1953 in Kraft.

Ausweiskarte zum Bezug von Sondermarken für Philatelisten

Am 16. Januar 1950 wird mit der UdSSR, am 1. August 1950 der internationale Luftpostdienst aufgenommen. Ab 1. Juni 1951 gibt die Deutsche Post Luftpostleichtfaltbriefe zum Preise von 2 Pf. das Stück heraus.
Vom 1. Januar 1952 an werden Briefmarkensammler bei der Belieferung mit Sonderpostwertzeichen nur noch gegen Ausweis berücksichtigt. Vom 15. April 1954 an müssen die aus Westdeutschland, Westberlin und dem Ausland eingehenden Tauschsendungen einen Klebezettel nebenstehenden Musters tragen. Der Klebezettel ist weiß und hat grüne Umrandung. 1955 werden nachstehend abgebildete zweifarbige Aufkleber, über die Sektion Philatelie, abgegeben. Die mit solchen Zetteln gekennzeichneten Sendungen sind besonders sorgfältig zu stempeln.
In einer Verfügung vom 23. Mai 1954 wird die Postüberwachung als ein innerbetriebliches Sicherheits- und Ermittlungsorgan der Deutschen Post eingerichtet.
Vom 1. August ab wird das Wirtschafts-Postgut (W-PG) als Sendungsart im Kleingutverkehr zugelassen.

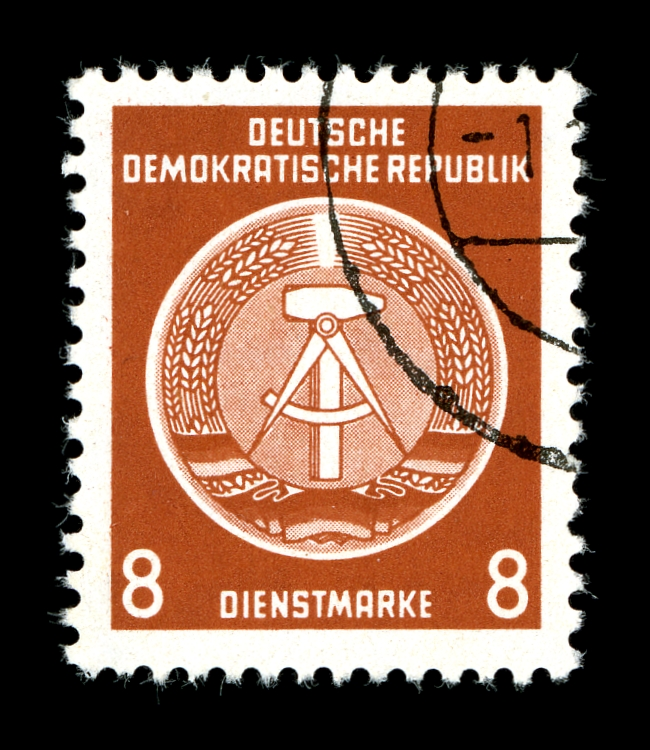
Dienstmarke der DDR

Im Zentralblatt der DDR vom 1. August 1954 wird die Herausgabe von Dienstmarken angekündigt.
Vom 1. Februar 1955 an werden die in Westdeutschland und Westberlin als neue Sendungsart eingeführten Massendrucksachen befördert und zugestellt, wenn sie an Empfänger in der DDR oder Ost-Berlin gerichtet sind.
Die Deutsche Post eröffnet als neuen Dienstzweig zum 1. April 1955 den Postmietbehälter-Verkehr. Die Kartons mit abnehmbaren Deckel gibt es in unterschiedlichen Größen.
1955 gelten innerhalb einer politischen Gemeinde in jedem Falle Ortsbriefgebühren.
Seit dem 10. Oktober 1955 gibt es den Zentralen Kurierdienst.
Vom 10. Januar 1957 an werden Faltbriefe, die mit einem 20 Pf-Wert der Dauerserie bedruckt sind, für 22 Pf. am Schalter verkauft.
1958 erscheint die „Anordnung über die Vorlage von Personalausweisen der DDR bei der Einlieferung von Postsendungen“. Bei allen Einzahlungen von Geldern durch Privatpersonen an Privatpersonen ist von den Annahmeangestellten der Deutschen Post die Vorlage des Personalausweises der Deutschen Demokratischen Republik des aufliefernden Bürgers zu verlangen. Ebenso bei der Aufgabe von Paketen und Päckchen.
Am 3. April 1959 erscheint das „Gesetz über das Post- und Fernmeldewesen“ und am 1. August eine Postordnung. Die Deutsche Post untersteht dem Ministerium für Post- und Fernmeldewesen.
Vom 1. September 1959 an wird der Verkauf und der Dauerbezug von Postwertzeichen der DDR werden neu geregelt. Der Verkauf von Sonderpostwertzeichen ist nur in Mengen bis zu zehn Stück je Wert an einen Käufer zulässig (es gibt Ausnahmen).
Seit dem 1. Januar 1960 sind Briefe bis 20 g und Postkarten in sozialistische Länder nach den Inlandsgebühren freizumachen. Dies gilt auch für Postkarten mit Antwortteil. Ab 1. Januar 1967 sind für Briefe bis 20 g und Postkarten nach Jugoslawien im gegenseitigen Verkehr Inlandsgebühren zu erheben. Weitere Länder folgen.
25. Juli 1963: Die Vorlage eines Personalausweises der Deutschen Demokratischen Republik bei der Einlieferung von Postsendungen bleibt bestehen. „Bei der Einlieferung von Paketen und Päckchen nach dem Ausland, Westdeutschland und Westberlin haben die Mitarbeiter der Deutschen Post die Vorlage des Personalausweises des Bürgers zu verlangen, der die Sendungen einliefert. In der Hauptstadt der Deutschen Demokratischen Republik Berlin ist die Vorlage des Personalausweises bei der Einlieferung von Paketen und Päckchen in jedem Falle zu verlangen.“

DDR-Postleitzahlen

Mit Wirkung vom 1. Oktober 1964 werden in der DDR Postleitzahlen eingeführt.
Postwertzeichen wurden regelmäßig am 31. März jedes Jahres außer Kurs gesetzt. Alle seit dem 1. Januar 1964 ausgegebenen Sonderpostwertzeichen (einschl. der Blocks), die Postwertzeichen der Dauerserie und der Luftpostdauerserie sowie die Wertstempel auf den Postkarten bleiben unbegrenzt gültig. Das betrifft auch die Postwertzeichen, deren Gültigkeitsdauer am 31. März 1966 oder 31. März 1967 enden sollte.
Am 1. Januar 1967 tritt eine überarbeitete Postordnung in Kraft. Es werden folgende Sendungs- und Leistungsarten aufgehoben: Wirtschafts-Postgut, Versicherungsgebühr, Werbeantworten (die Sendungen sind als Brief, Postkarte, Drucksache oder Wirtschaftsdrucksache einzuliefern), Bahnhofszeitungen (die Sendungen sind als Bahnhofssendungen einzuliefern), Zeitungsdrucksachen (die Sendungen sind als Drucksache oder Wirtschaftspäckchen einzuliefern). Neu eingeführt werden: Wirtschaftspakete und Wirtschaftspäckchen. Die Rücksendung ist nunmehr für alle Sendungsarten – auch für Paketsendungen gebührenfrei.

Einschreibnummernstempel

Ab September 1967 werden in ausgewählten Postämtern neue Nummernstempel für Einschreibsendungen erprobt. Bei einigen anderen Postämtern wurden 1968 Selbstbedienungseinrichtungen für die Einlieferung von Einschreibsendungen eingerichtet. Die fast durchsichtigen Einschreibzettel entsprachen weitgehend den normalen R-Zetteln, jedoch mit dem Vermerk „Gebühr bezahlt“. Noch im gleichen Jahr wird bei den zwei Postämtern ein technologischer Versuch „Teilselbstbedienung beim Einliefern von Paketsendungen“ durchgeführt. Wertpaketsendungen und Paketsendungen nach dem Ausland sind von diesem Versuch ausgenommen.

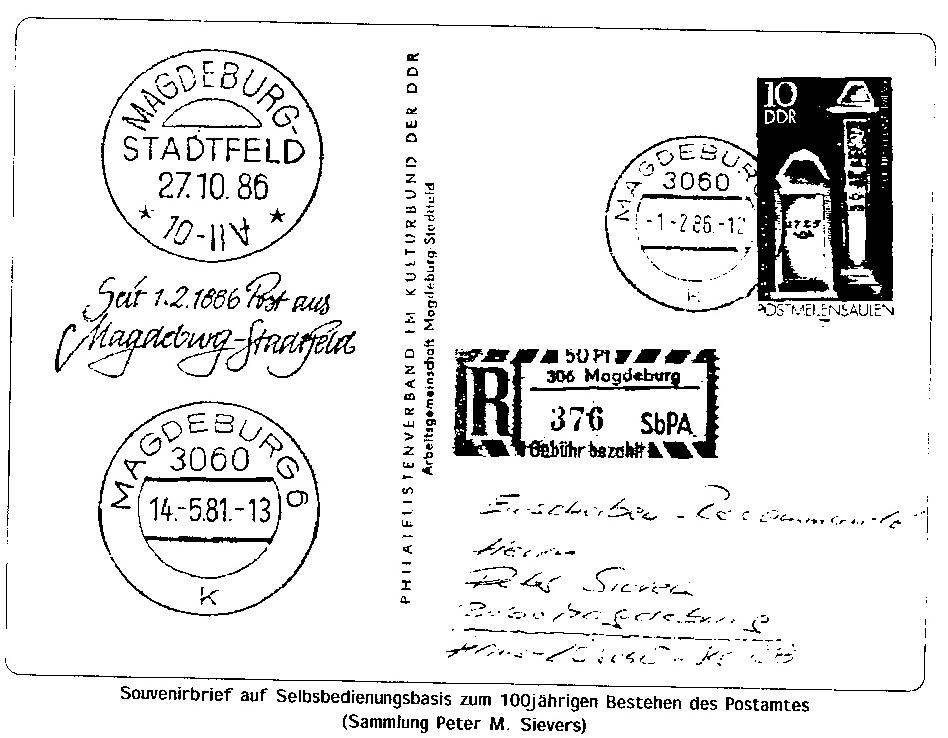
Souvenirbrief zum 100-jährigen Bestehen des Postamts Magdeburg-Stadtfeld

Zwischen dem 29. September und dem 18. Oktober 1970, beim Manöver „Waffenbruderschaft“ der Nationalen Volksarmee, wurde die DDR-Feldpost erprobt.
Seit dem 1. Januar 1971 ist die Deutsche Demokratische Republik Mitglied im Weltpostverein und ihrer Nebenabkommen. Zwischen der BRD und der DDR kommt es 1972 zu einem ersten Staatsvertrag, den „Verkehrsvertrag“.
Am 3. Januar 1972 erscheint die Anordnung über das Verbot des Handels mit Sammlerbriefmarken, Münzen, sonstige Geldzeichen, Medaillen, Orden, Ehrenzeichen und Dokumenten sowie philatelistischer und numismatischer Fachliteratur faschistischen, antidemokratischen oder antihumanistischen Charakters. Gleichzeitig tritt die Anordnung vom 4. August 1958 über das Verbot des Handels mit Briefmarken antidemokratischen Inhalts außer Kraft. (Anmerkung: Über den VEB Philatelie Wermsdorf konnten Postwertzeichen aus der Zeit von 1933 bis 1945 verkauft werden, da dieser Betrieb für die Ausfuhr unter Sonderregelungen stand).
Am 20. März 1976 wird das Abkommen über Post- und Fernmeldewesen zwischen der DDR und der BRD unterschrieben. Ab dem 1. Juli 1976 gelten im internationalen Postverkehr mit der BRD und Berlin (West) neue Bestimmungen.
Auf der Forschungsbasis der Akademie der Wissenschaft der DDR bei der sowjetischen Antarktisstation kommt zum 1. Mai 1988 ein Tagesstempel mit der Inschrift „ANTARKTISSTATION / DDR / Georg Forster“ mit dem Porträt Georg Forsters zum Einsatz.
Anlässlich der Nationalen Briefmarkenausstellung der DDR gibt es einen Sonder-Einschreibnummernzettel – Selbstbedienung – „3010 Magdeburg 1 / DDR 89“.
Entsprechend dem Beschluss des Ministerrates der DDR vom 13. Juni 1990 werden mit Wirkung vom 1. Juli 1990 die Gebühren und Leistungen des nationalen und internationalen Post- und Fernmeldeverkehrs neu festgelegt. Diese Gebühren gelten für den Postverkehr innerhalb der DDR (Bereich Deutsche Post) und zum Teil nach der BRD und Berlin (Bereich der Deutschen Bundespost). Das Ministerium für Post- und Fernmeldewesen der DDR gibt eine neue Postwertzeichendauerserie heraus. Ab 1. September werden alle bisher herausgegebenen Postwertzeichen außer Kurs gesetzt. Ein Umtausch gegen neue Postwertzeichen in DM-Währung ist nicht zulässig.
Mit Wirkung vom 1. Juli 1990 wird Datapost Inland eingeführt. Damit entfällt der Zentrale Kurierdienst. Die bereits seit dem 1. April 1990 in Westdeutschland probeweise für drei Jahre eingeführte Medienpostkarte für die Teilnahme an Wettbewerben, Gewinnspielen und Umfragen wird auch ab 1. Juli 1990 bei allen Poststellen der DDR ausgelegt und den Kunden kostenlos angeboten. Sie ist entsprechend der Postkartengebühr freizumachen.

## Nach der Wiedervereinigung 1990
Seit dem 3. Oktober 1990 gibt es ein geeintes Deutschland. Aufgrund des Artikels 27 des Einigungsvertrages wird die DDR-Post auf die Deutsche Bundespost verschmolzen. Im Beitrittsgebiet wurden anstelle von Oberpostdirektionen im Bereich Post verschiedene Direktionen Postdienst, bei der Postbank die Zentralstelle Postbank und die Niederlassungen Postbank und im Bereich Fernmeldedienst die Direktionen Telekom eingerichtet.
Am Sonntag, dem 1. Juli 1990 wird die Währungsunion zwischen der Bundesrepublik und der DDR vollzogen. Das Hoheitsgebiet der Bundesbank erstreckt sich auf das Gebiet der DDR. Ab 2. Juli 1990 werden von der Deutschen Post neue Postwertzeichen mit dem Aufdruck „Deutsche Post“ herausgegeben. Sie werden nur gegen DM abgegeben. Die Postwertzeichen werden von der Bundespost als gültige Postwertzeichen anerkannt. Sie können daher zum Freimachen von Briefsendungen sowohl im wechselseitigen Postverkehr als auch im jeweiligen Bereich beider Verwaltungen verwendet werden. Wegen entgegenstehender Bestimmung des Weltpostvertrags und seiner Vollzugsordnung sind sie jedoch nicht auf Briefsendungen des internationalen Postverkehrs zugelassen, wenn die Sendungen im Bereich der Bundespost eingeliefert werden. In den erwähnten – zulässigen – Verkehrsrelationen werden auch Mischfrankaturen, d. h. Freimachung durch Wertzeichen beider Verwaltungen nebeneinander, nicht beanstandet.
Vom 3. Oktober 1990 an sind die Postwertzeichen der Deutschen Post, die vor dem 30. Juni 1990 erschienen sind, außer Kurs gesetzt. Sie dürfen deshalb von diesem Zeitpunkt an zum Freimachen von Postsendungen in beiden Verkehrsgebieten der DBP nicht mehr verwendet werden.
1991, mit der Herausgabe der „Allgemeinen Geschäftsbedingungen“ endet die lange Geschichte der Postordnung. In diesem Jahr werden auch Briefmarken-Geschenkheftchen in der ehemaligen DDR ausgegeben.
Bevor am 1. Juli 1993 die neuen fünfstelligen Postleitzahlen eingeführt werden, erhalten die bestehenden vierstelligen Postleitzahlen die Kennbuchstaben „W“ bzw. „O“ voran gesetzt, beispielsweise „W-5300 Bonn 1“ bzw. „Leipzig O-7010“.
Die deutsche Bundespost wird mit Wirkung vom 2. Januar 1995 im Rahmen des Gesetzespaketes der zweiten Postreform in die privatrechtlichen Aktiengesellschaften Deutsche Post AG, Deutsche Telekom AG und Deutsche Postbank AG übergeleitet.